# Jarl Sichfrith
Jarl Sichfrith (nòrdic antic: Sigfrøðr o Sigurðr) (mort el 899) va ser un cabdill viking sobirà de Jòrvik i el regne de Northumbria (que es diferenciava en aquell moment del regne viking de York) que va governar com Jarl Sichfrith durant un breu període el regne de Dublín entre 893-894, durant el regnat de Sigtrygg Ivarsson (Sictric I). No existeixen gaire informació sobre la fosca figura del Jarl Sichfrith, és possible que fos un dels nombrosos vikings aspirants al tron de Dublín en un període molt convuls d'Irlanda i Gran Bretanya. Alguns historiadors l'ho identifiquen com un dels reis de Jòrvik entre 895-899, o bé un comandant viking que va conduir una flota des de Northumbria contra ell anglosaxó regne de Wessex el 893 o potser els tres fossin la mateixa persona.
Sigfrith era originari de Northumbria i posseïa una flota de quaranta naus per a les seves expedicions i incursions en les costes del regne de Wessex i Devon que defensava Alfred el Gran. El 893 va penetrar en les aigües del mar d'Irlanda i s'atreveix a atacar les possessions dels poderosos vikings nòrdic-gaèlics de la dinastia Uí Ímair i expulsa Sigtrygg Ivarsson. A l'any següent abandona Irlanda per tornar a Northumbria.

Els Annals d'Ulster cita textualment: 
| « | ... els estrangers d'Áth Cliath [Dublín] s'han dividit, una facció segueixen el fill d'Ímar [Sitric I] i l'altra segueixen el Jarl. | » |

És molt probable que Sictric I fos enderrocat i partís a l'exili durant un any, ja que després apareix novament com a monarca de Dublín durant dos anys, però és una conjectura. També és probable que ambdues faccions abandonessin Dublín, ja que els Annals d'Inisfallen també esmenta:
| « | ...els pagans van marxar d'Irlanda aquest any [893]. | » |

James Todd[a Cogad Gáedel re Gallaib també esmenta que Sitric fill de Ímar i la seva gent van marxar a Escòcia cap a l'any 892. De tota manera no és clar si el Jarl Sichfrith i Sictric I van ser expulsats a la força o bé van prendre aquesta decisió pel seu compte segons circumstàncies.
Després de la mort de Guthred de Jórvik el 895 Sichfrith és escollit rei pels vikings locals que estaven sens dubte cansats d'un període de pau i submissió a l'església catòlica imposada per l'anterior monarca.
Mor el 899 per causes naturals i immediatament el succeeix  Knútr qui, possiblement, va governar en diarquia amb Sichfrith i intenta imposar-se als anglosaxons de Æthelwald de Wessex.